# Arrondissement Melle
Melle is een voormalig arrondissement in het departement Deux-Sèvres in de Franse regio Nouvelle-Aquitaine. Het arrondissement werd op 17 februari 1800 gevormd en op 10 september 1926 opgeheven. De zeven kantons werden bij de opheffing toegevoegd aan het arrondissement Niort.

## Kantons
Het arrondissement was samengesteld uit de volgende kantons:
- kanton Brioux-sur-Boutonne
- kanton Celles-sur-Belle
- kanton Chef-Boutonne
- kanton Lezay
- kanton Melle
- kanton La Mothe-Saint-Heray
- kanton Sauzé-Vaussais